# Константинов Євген Валерійович
Євген Валерійович Константинов (рос. Евгений Валерьевич Константинов; 29 березня 1981, м. Казань, СРСР) — російський хокеїст, воротар. Виступає за «Беркут» (Київ) у Професіональній хокейній лізі.
Вихованець хокейної школи «Ак Барс» (Казань). Виступав за «Нафтовик» (Леніногорськ), «Ак Барс» (Казань), «Луїзіана Айс-Гейторс» (ECHL), «Детройт Вайперс» (ІХЛ), «Тампа-Бей Лайтнінг», «Пенсакола Айс-Пайлотс» (ECHL), «Спрингфілд Фелконс» (АХЛ), «Динамо-Енергія» (Єкатеринбург), «Капітан» (Ступіно), «Динамо» (Москва), ХК МВД, «Молот-Прикам'я» (Перм).
В чемпіонатах НХЛ — 2 матчі.
У складі юніорської збірної Росії учасник чемпіонату Європи 1998, учасник чемпіонату світу 1999.
Досягнення
- Бронзовий призер чемпіонату України (2012).